# Moramid

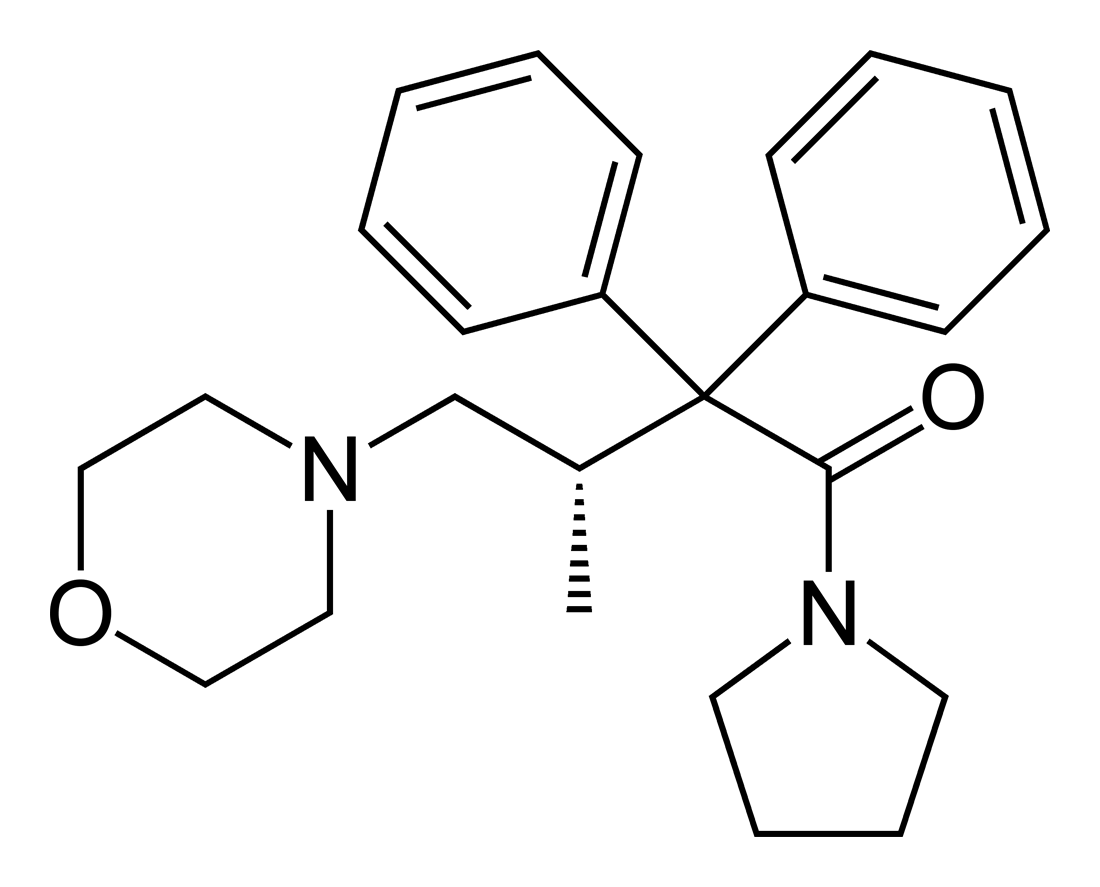
Strukturformel för dextromoramid.

Moramid är en kemisk förening med summaformeln C25H32N2O2 som existerar i två isomera former: dextromoramid (inaktiv) och levomoramid (aktiv). Båda dessa förekommer i racematet racemoramid.
Dextromoramid, levomoramid och racemoramid är alla narkotikaklassade och ingår i förteckningen N I i 1961 års allmänna narkotikakonvention, samt i förteckning II i Sverige.
En besläktad substans är moramidintermediat, som har en hydroxigrupp istället för pyrrolidingruppen i moramid.